# Басоко
Басоко — місто на північному сході Демократичної Республіки Конго, адміністративний центр однойменного району провінції Чопо.

## Географія
Місто розташоване на річці Конго, у центрі великого лісу Африки. Найвища точка міста становить 389 метрів над рівнем моря, у 1,4 км на північ від Басоко.

## Клімат
Клімат екваторіальній. Сухий сезон триває з січня до середини березня, самим сухим — січень, із 32 мм опадів. Сезон дощів триває з середини березня до середини червня. Самий вологий місяць — жовтень, у середньому 333 мм опадів. У рік випадає в середньому 1708 мм опадів.
Найтеплішим місяцем є січень, середня температура становить + 22 °C, а найпрохолоднішим є квітень — 20 °С. Середня температура ~ 25 °C.

## Демографія
У 2012 році населення міста становило 43 709 осіб.
|   | Рік  | Населення |
| - | ---- | --------- |
| 1 | 2004 | 44 112    |
| 2 | 2009 | 47 970    |
| 3 | 2012 | 43 709    |